# Långtjärnen (Brunflo socken, Jämtland, 700076-146337)
Långtjärnen är en sjö i Östersunds kommun i Jämtland och ingår i Indalsälvens huvudavrinningsområde.